# Copahue (localidad)
Copahue es una localidad argentina ubicada en el departamento Ñorquín de la provincia del Neuquén; depende administrativamente de la comuna de Caviahue-Copahue. Se encuentra al final de la ruta provincial 27, y se desarrolló a partir de las termas de Copahue, uno de los principales atractivos turísticos de la provincia aunque sólo accesible de diciembre a mayo. Las nevadas son extremadamente intensas acumulando varios metros de nieve en el crudo invierno, las neviscas se suelen dar de mayo a noviembre, pudiendo nevar en verano inclusive. Está situada a una altitud de 2007 smnm.
Los indios pehuenches conocían las termas y sus propiedades curativas, pero el blanco recién accedió a ellas cuando el médico Pedro Ortiz Vélez obtuvo un permiso del cacique Cheuquel para llevar a los enfermos. La villa nació espontáneamente en 1930, para aprovechar los baños termales, catalogado como uno de los centros termales más importantes del mundo.

## Población
Cuenta con 1 habitantes (Indec, 2010), lo que representa un marcado descenso del 98% frente a los 15 habitantes (Indec, 2001) del censo anterior.
| Gráfica de evolución demográfica de Copahue entre 1991 y 2010 |
|                                                               |
| Fuente: Censos nacionales del INDEC                           |